# Ludwig von Heß
Heinrich Ludwig von Heß (* 29. November 1719 vermutlich in Göteborg; † 11. April 1784 in Berlin) war ein Publizist, königlich-dänischer Justizrat und Regierungsrat.

## Leben und Wirken
Der Geburtsort Ludwig von Heß’ ist nicht genau bekannt. Während er selbst sagte, „irgenwo in Schwedisch-Pommern“, wo er aufwuchs, zur Welt gekommen zu sein, vermuten andere Quellen Göteborg als Geburtsort. Zu seinen Vorfahren und Familienverhältnissen gibt es keine überlieferten Informationen. Er studierte Jura an der Universität Greifswald und der Universität Leipzig. Er beendete das Studium 1744 als Doktor beider Rechte und nahm eine Beamtenstelle in Wismar an. 1746 schrieb er eine Satire im Stil des Satirikers Christian Ludwig Liscow, die sich gegen den Magistrat von Stralsund richtete und aufgrund derer er den Dienst quittieren musste. Da er an Auseinandersetzungen zwischen König und den Ständen im Schwedischen Reichstag beteiligt war, floh er 1756 aus der schwedischen Hauptstadt über Hamburg nach Altona, das seinerzeit zu Dänemark gehörte.
Johann Hartwig Ernst von Bernstorff, der großen Einfluss am dänischen Hof in Kopenhagen hatte, förderte von Heß, der somit 1760 zum königlich-dänischen Justizrat ernannt wurde. Nachdem von Bernstorff politisch gescheitert war, wurden gegen von Heß Vorwürfe erhoben, falsch über den dänischen Staat berichtet zu haben. 1767 musste er seinen Titel als Justizrat abgeben und aufgrund eines gegen ihn vorliegenden Haftbefehls nach Mecklenburg fliehen. 1771 kehrte er nach Hamburg zurück.
Gustav III. von Schweden, der die Stände in Schweden 1772 friedlich entmachtet hatte, beauftragte van Heß, die wichtigsten Unterlagen hierzu vom Schwedischen ins Deutsche zu übersetzen. Von Heß publizierte die mit einem Vorwort versehene Übersetzung 1773. Hierfür erhielt er eine Pension, wurde zum königlich-schwedischen Regierungsrat ernannt und mit dem Nordsternorden ausgezeichnet.
Heß, der Aufklärer wie Friedrich von Hagedorn, Christian Fürchtegott Gellert oder Gotthold Ephraim Lessing studiert hatte, schrieb in den folgenden Jahren umfangreich. Dabei kritisierte er die herrschenden Zustände; in Hamburg insbesondere den Rat, den er für selbstherrlich hielt, die lutherischen Geistlichen, die sich selbst Macht anmaßten, Probleme im Bereich der Justiz und der Steuern, willkürliche Zensuren und Repressalien gegen die kleinen Leute und Juden.
1780 bezog er Stellung in der Debatte um die Mannheimer Preisfrage, in der wirkungsvolle Maßnahmen gegen Kindestötungen diskutiert wurden. Von Heß äußerte sich radikal liberal und sprach sich dafür aus, uneheliche Mütter sozial zu unterstützen, anstatt sie zu diskriminieren. Im selben Jahr forderte er in Hamburg, dem Wunsch der Reformierten nachzukommen, die ihre Religion frei ausüben wollten.
1782 geriet von Heß in einen Konflikt mit dem Rat der Stadt Hamburg. Anlass war der sogenannte „Hauptrezeß“ aus dem Jahr 1712, der bis dahin als „Fundamentalgesetz“ für die Öffentlichkeit nicht einsehbar war. Von Heß gab das Gesetz im Wortlaut mit umfangreichen Erläuterungen heraus, in denen er das Gesetz aus Sicht der Obrigkeiten mit aufgeklärt-naturrechtlicher Wortwahl nicht wunschgemäß auslegte. Von Heß erläuterte, dass sich aus dem Gesetz umfangreiche Freiheitsansprüche für die Einwohner Hamburgs ergeben würden und kritisierte die Regierenden scharf als träge, selbstsüchtig und arrogant, woraufhin ihm die sofortige Verbannung drohte. Nach Vermittlung durch Gesandte verpflichtete sich von Heß zu einem Kompromiss: im Gegenzug für das Versprechen, sich fortan nicht mehr zur Hamburger Verfassung zu äußern durfte er in Hamburg bleiben. Der Rat selbst hatte dieser Lösung nur aufgrund politischen Drucks zugestimmt. Zwei Monate nach Veröffentlichung der Gesetzestexte nebst Kommentaren verlieh Joseph II. dem Publizisten als Zeichen „allerhöchsten kaiserlichen Wohlwollens“ eine goldene Medaille, die ein Brustbild des Kaisers zeigte – eine Auszeichnung, die die Hamburger Oberen weiter verärgerte.
Auch wenn sich von Heß über die kaiserliche Auszeichnung freute, bereute er, mit den Hamburger Regierenden einen Kompromiss geschlossen zu haben. Er verstieß daher gegen die getroffene Abmachung und gab im selben Jahr 500 neue Exemplare zum Hauptrezeß heraus, die er umgehend allesamt verkaufen konnte. Der Hamburger Rat ließ das Werk am 31. Oktober 1782 auf dem „ehrlosen Bock“ verbrennen; von Heß erhielt den Befehl, binnen acht Tagen aus Hamburg auszureisen. Von Heß verließ die Hansestadt am 6. November 1782 und lebte für einige Tage in Erfurt. Dort schrieb er eine Apologie, in der er sich gegen den Hamburger Rat verteidigte. Anschließend reiste er an den Hof des preußischen Königs in Berlin, wo er erfolglos versuchte, eine Erlaubnis zur Vervielfältigung des in Hamburg verbotenen Buches zu erhalten.
Ludwig von Heß starb vereinsamt im April 1784 in Berlin.

## Familie
Ludwig von Heß war verheiratet mit Beata, geborene Taube. Das Ehepaar lebte lange Zeit getrennt. Aus der Ehe ging der Sohn Jonas Ludwig von Heß hervor.